# نوفي اوسكول
نوفي اوسكول (بالروسية: Новый Оскол) هي إحدى مدن روسيا في الكيان الفدرالي الروسي بيلغورود أوبلاست.